# Johann II. (Zypern)
Johann II. von Zypern, auch Johann II. von Lusignan (französisch Jean II de Lusignan, * 14. oder 16. Mai 1414 oder 1418; † 26. Juli 1458) war König von Zypern sowie Titularkönig von Jerusalem und Kleinarmenien. Er regierte nach dem Tod seines Vaters auf Zypern von 1432 bis zu seinem Tod.

## Leben
Johann war der Sohn des Königs Janus von Zypern (1375–1432) und dessen Frau Charlotte von Bourbon-La Marche (1388–1422).
Bei seiner Geburt erhielt er den Titel „Fürst von Antiochia“, weil auch der „Graf von Tripolis“ noch lebte. Er führte diesen Titel bis zu seiner Thronbesteigung. Er war zweimal verheiratet:
Mit Ehevertrag vom 23. Dezember 1437 heiratete er am 3. Juli 1440 in der Kirche St. Sophia seine Cousine Aimée (auch Amédée, Amédéa oder Médéa) de Montferrat, Tochter des Johann Jakob, Markgraf von Montferrat. Seine Gattin starb bereits am 13. September 1440.
In zweiter Ehe heiratete er am 3. Februar 1442 Sophie Helena Palaiologina († 2. April 1458), die Tochter des Despoten Theodor II. Palaiologos von Morea. Mit ihr hatte er zwei Töchter, nämlich Charlotte von Lusignan (1444–1487), die ihm auf dem Thron folgte, und Cleopatra von Lusignan, die im Säuglingsalter starb.
Johann hatte einen unehelichen Sohn, Jakob, den er im Alter von 16 Jahren zum Erzbischof von Nikosia machte. Jakob erwies sich jedoch nicht als brauchbarer Oberhirte und wurde abgesetzt, als er den königlichen Kämmerer ermordet hatte. Sein Vater vergab ihm später und setzte ihn wieder in sein Amt ein. Jakob und Helena waren Feinde, die um ihren Einfluss bei Johann kämpften. Nachdem Helena 1458 gestorben war, schien es, Johann wolle Jakob statt Charlotte zu seinem Nachfolger ernennen. Johann starb jedoch, bevor er dies umsetzen konnte.
Am 12. August 1451 bewilligte Papst Nikolaus V. jenen einen allgemeinen Ablass, die das Königreiche Zypern gegen die Türken unterstützten. Dieser Ablass sollte vom 1. Mai 1452 bis zum 1. Mai 1455 gelten. Von Lusignan übertrug Paulinus Zappe (Chappe) den Vertrieb dieses Ablasses in Deutschland. Dieser reiste mit seiner auf den 6. Januar 1452 datierten Vollmacht zu Erzbischofs Dietrich nach Mainz, um von dort aus durch Unterbeamte und deren Beauftragte seine Geschäfte auszuführen. Diese Ablassbriefe wurden in Patentform von Hand auf Pergamentblätter geschrieben, darunter eine Ablassurkunde vom 6. Oktober 1454, die für Herzog Adolf von Schleswig zu Lüneburg angefertigt wurde.  Zu jener Zeit hatte der Mainzer Goldschmied Johannes Gutenberg gerade den modernen Buchdruck erfunden. Dies nutzte Zappe und ließ alsbald vorgefertigte Ablassbriefe drucken, bei denen nur noch der Name und das Datum eingefügt werden mussten.
Der schwäbische Ritter Georg von Ehingen besuchte im Jahr 1455 den Hof Zyperns. In seinem Reisebericht hielt er den König und andere Personen in farbigen Miniaturen fest.